# Paulo Bornhausen
Paulo Roberto Barreto Bornhausen (Blumenau, 19 de setembro de 1963) é um advogado e político brasileiro filiado ao Partido Social Democrático (PSD).
Filho de Jorge Bornhausen e Eudea Barreto Bornhausen.
Foi deputado estadual por um mandato na 14ª legislatura (1999 — 2003), e deputado federal por três mandatos, na 50ª legislatura (1995 — 1999), na 53ª legislatura (2007 — 2011) e na 54ª legislatura (2011 — 2015).